# Monomma anale anale
Monomma anale anale es una subespecie de coleóptero de la familia Monommatidae.

## Distribución geográfica
Habita en la República Democrática del Congo.